# 黑鳍雀鲷
黑肢雀鲷（学名：Pomacentrus melanochir）为輻鰭魚綱鱸形目雀鲷科雀鲷属的鱼类。分布印度西太平洋區，包括斯里蘭卡、菲律賓及印尼海域，深度1至8公尺，本魚體呈橢圓形且側扁，吻部短鈍，體被櫛鱗，體色深藍色至黑色，尾鰭灰白色，胸鰭基部有一橘色斑點，背鰭硬棘13枚、背鰭軟條12-14枚、臀鰭硬棘2枚、臀鰭軟條13-14枚，體長可達7.5公分，棲息在水流強勁的珊瑚礁，成群活動，以浮游生物為食，會在岩洞中築巢，繁殖期時會成對出現，由雄魚守護卵直到孵化，可做為觀賞魚。